# Schoenoxiphium filiforme
Schoenoxiphium filiforme är en halvgräsart som beskrevs av Georg Kükenthal. Schoenoxiphium filiforme ingår i släktet Schoenoxiphium och familjen halvgräs. Inga underarter finns listade i Catalogue of Life.